# Yoann Beaka
Yoann Beaka (* 6. April 2003 in Saint-Denis) ist ein französischer Fußballspieler.

## Karriere
Beaka begann seine Karriere bei Stade Reims. Zur Saison 2018/19 wechselte er zur US Torcy. Zur Saison 2019/20 wechselte er in die Jugend des Paris FC. Im Februar 2022 debütierte er für die Reserve von Paris in der fünftklassigen National 3. Im selben Monat stand er erstmals im Kader der Profis von Paris. Sein Debüt in der Ligue 2 gab er anschließend im März 2022 gegen Olympique Nîmes. Bis zum Ende der Saison 2021/22 kam er zu fünf Zweitligaeinsätzen.
Zur Saison 2022/23 wechselte Beaka zu Erstligist ES Troyes AC, bei dem er für die Reserve spielen sollte. Für die Reserve von Troyes kam er zu 23 Fünftligaeinsätzen, im Mai 2023 stand er einmal einsatzlos im Profikader. Nach der Saison 2022/23 verließ er Troyes wieder. Nach mehreren Monaten ohne Verein wechselte der Stürmer im Oktober 2023 zum Viertligisten SO Romorantin. Für Romorantin erzielte er vier Tore in 15 Spielen in der National 2. Zur Saison 2024/25 zog er weiter zur ebenfalls viertklassigen AS Beauvais. Für diese erzielte er drei Tore in 13 Spielen. Im Januar 2025 wechselte er zum Ligakonkurrenten FCM Aubervilliers, für den er bis Saisonende auf vier Toren in 14 Einsätzen kam.
Zur Saison 2025/26 wechselte Beaka zum österreichischen Zweitligisten SV Stripfing.